# Aloe parallelifolia
Aloe parallelifolia é uma espécie de liliopsida do gênero Aloe, pertencente à família Asphodelaceae.